# Aziza al-Yousef
Aziza al-Yousef, en arabe : عزيزة اليوسف, est une professeur universitaire d'informatique ayant exercée à l'université du Roi-Saoud, à la retraite, et une militante saoudienne des droits des femmes dans ce pays (en), depuis les années 1990. En mai 2018, elle est arrêtée par les autorités saoudiennes, pour avoir manifesté contre l'interdiction de la conduite automobile pour les femmes en Arabie saoudite, avec Aisha Al-Mana et Loujain Al-Hathloul. Selon Amnesty International et Human Rights Watch, plusieurs des militantes arrêtées auraient subi, durant leur détention, des actes de torture par électrocution et flagellation.
En novembre 2018, elle est détenue sans aucune charge à son encontre, à la prison centrale de Dahaban. Son procès s'ouvre le 13 mars 2019 à Riyad, procès où les charges pesant contre elle et les neuf autres femmes accusées ne sont pas dévoilées. Le 28 mars, elle est libérée sous condition avec Eman al-Nafjan et Ruqayya al-Mhareb mais reste poursuivie,.

## Source de la traduction
- (en) Cet article est partiellement ou en totalité issu de l’article de Wikipédia en anglais intitulé « Aziza al-Yousef » (voir la liste des auteurs).